# Akshay Venkatesh
Akshay Venkatesh (Nueva Delhi, 21 de noviembre de 1981) es un matemático indo-australiano. En 2018 fue galardonado con la Medalla Fields.

## Biografía
Venkatesh, que se crio en la ciudad de Perth, fue considerado un niño prodigio, siendo el único australiano que logró ganar la Olimpiada Internacional de Física y de Matemáticas el mismo año, con tan solo doce años. Terminó el instituto con trece años, y al año siguiente ingresó en la Universidad de Australia Occidental, siendo el estudiante más joven jamás admitido por la institución. Obtuvo el premio de su promoción (First Class Honours) en matemática pura en 1997. Al año siguiente se trasladó a la Universidad de Princeton (Estados Unidos), para realizar su tesis bajo la supervisión de Peter Sarnak, que presentó en 2002, con 21 años. Después de pasar por el Instituto Tecnológico de Massachussets (MIT), el Instituto de Matemáticas Clay, el Instituto Courant de Ciencias Matemáticas, en la Universidad de Nueva York, y el Institute for Advanced Study, desde 2008 es catedrático en la Universidad de Stanford.
Venkatesh ha hecho contribuciones importantes en una gran variedad de áreas de las matemáticas, incluidas la teoría de números, las formas automórficas, la teoría de la representación, los espacios localmente simétricos y la teoría ergódica, por sí mismo y en colaboración con otros matemáticos. Ha resuelto casos relevantes relacionados con la hipótesis generalizada de Riemann y en las ecuaciones diofánticas.
Venkatesh ha sido galardonado con el Premio Salem y la beca Packard en 2007, y el Premio SASTRA Ramanujan 2008. En 2010, fue orador invitado en el Congreso Internacional de Matemáticos en Hyderabad. Por sus contribuciones excepcionalmente variadas, fundamentales y creativas a la teoría numérica moderna, Venkatesh recibió el Premio Infosys en Ciencias Matemáticas en 2016, en 2017 recibió el Premio Ostrowski y, finalmente, en 2018 fue galardonado con la Medalla Fields junto con los catedráticos Peter Scholze de la Universidad de Bonn (Alemania), Caucher Birkar de la Universidad de Cambridge (Estados Unidos) y Alessio Figalli de la Escuela Politécnica Federal de Zúrich (Suiza).